# Hoo Kam Chiu
Hoo Kam Chiu (ur. 7 maja 1910) – hongkoński strzelec, olimpijczyk. 
Brał udział w igrzyskach olimpijskich w 1964 (Tokio). Wystąpił wówczas w konkurencji pistoletu dowolnego (50 metrów), w której zajął 43. miejsce (na 52 zawodników). 
W tej samej konkurencji występował na igrzyskach azjatyckich. Najlepsze pozycje zajmował w 1954 (siódme miejsce z wynikiem 492 punktów) i 1966 roku (zdobył brązowy medal z wynikiem 526 punktów).

## Wyniki olimpijskie
| Igrzyska | Konkurencja            | Wynik                           | Miejsce    | Źródło |
| -------- | ---------------------- | ------------------------------- | ---------- | ------ |
| IO 1964  | Pistolet dowolny, 50 m | 510 punktów (80-84-88-83-87-88) | 43 (na 52) | [ 1 ]  |